# Grablje, Pliberk
Grablje (nemško Grablach) je naselje v Občini Pliberk v Okraju Velikovec na Koroškem v Avstriji.